# Arc de Septime Sévère
Pour l’article homonyme, voir Arc de Septime Sévère (homonymie).
L'arc de Septime Sévère (en latin : Arcus Septimii Severi) est un arc de triomphe romain situé sur le Forum Romain de Rome.

## Localisation
L'arc se dresse à une extrémité de l'esplanade du Forum Romain, au pied de la colline du Capitole, en avant du temple de la Concorde, non loin de la Curie Julia (voir le plan).

## Histoire
Il est érigé en 203 ap. J.-C. pour glorifier les victoires militaires de l'empereur Septime Sévère et de ses fils Caracalla et Geta sur les Parthes. Les sources historiques de ces guerres sont les écrits de Dion Cassius et Hérodien qui contient de nombreuses erreurs. Une première campagne en 194-195, ignorée d'Hérodien, oppose avec succès les Romains aux Osrhoéniens et aux Adiabéniens et leur permet de reprendre le contrôle de Nisibe. Une seconde campagne en 197 réplique à l'attaque du roi parthe Vologèse IV sur Nisibe , la contre-offensive romaine les mène à Babylone et Séleucie qui tombent sans combat et à Ctésiphon, capitale parthe qui est assiégée et pillée. Ces succès valent un triomphe pour Septime Sévère.
Le forum est à l'abandon durant le Moyen Âge et la Renaissance, se transformant en un pré aux vaches. L'arc de Sévère est un des rares monuments resté en place. Entre le IXe siècle et le XIIe siècle, lors des luttes entre factions romaines d'un quartier à l'autre, l'arc de Septime Sévère est fortifié d'une tour dite Campanaro, figurée sur des représentations postérieures. En 1536 pour l'entrée de Charles Quint, le pape Paul III fait tracer une allée bordée d'arbres entre l'arc de Sévère et l'arc de Titus, représentée sur les gravures de Lievin Cruyl (en). Entre 1870 et 1885, le nouveau gouvernement italien fait désensevelir la zone centrale du Forum, dont les bases du l'arc de Septime Sévère.

L'arc de Sévère au cours des âges
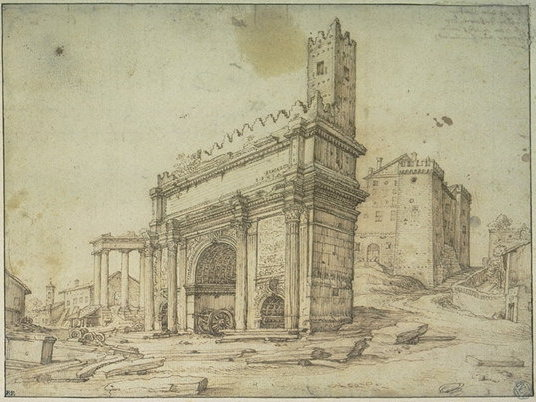
L'arc de Sévère, flanqué d'une tour médiévale - Matthijs Bril, vers 1580.
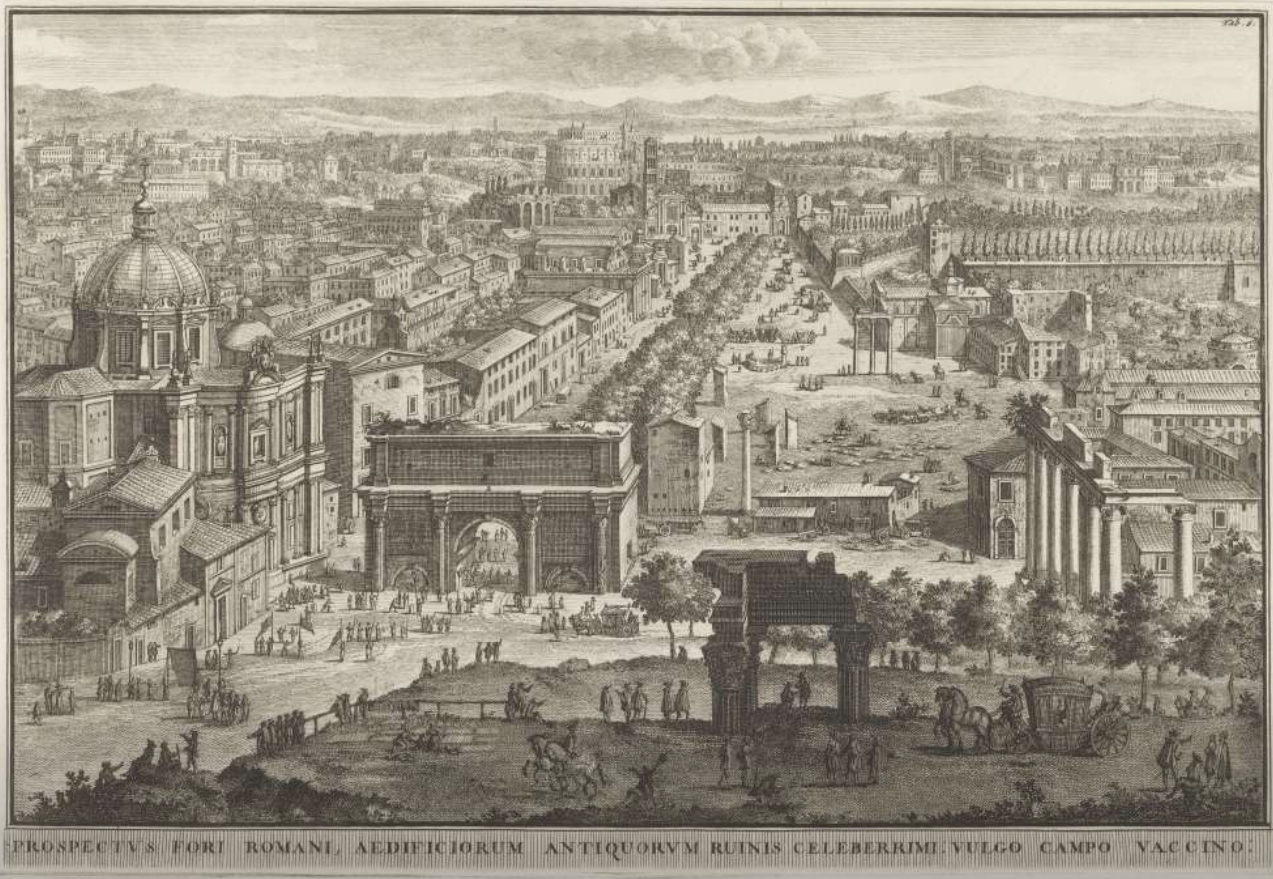
L'allée traversant le forum en 1650 par Lievin Cruyl.
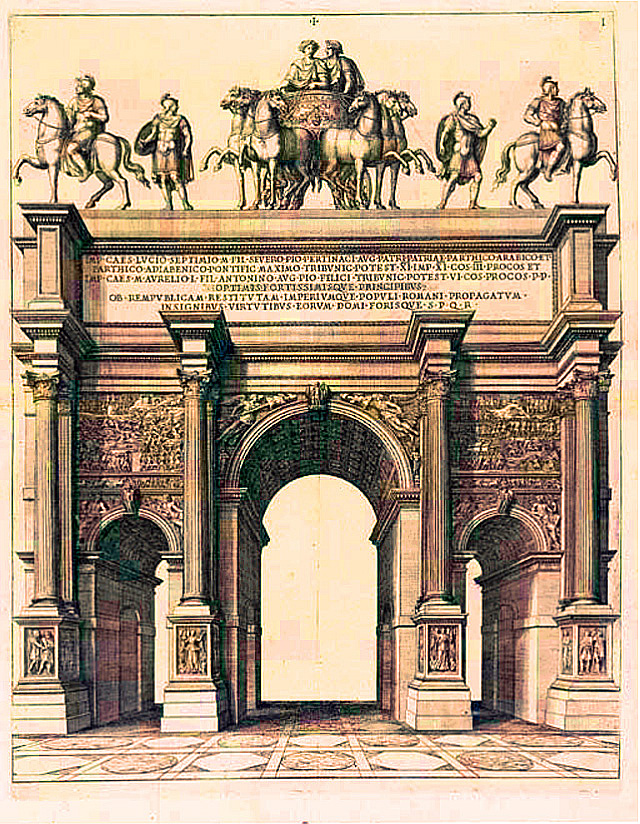
Relevé fait en 1676 par Joseph Marie de Suarès, pour le cardinal Barberini.
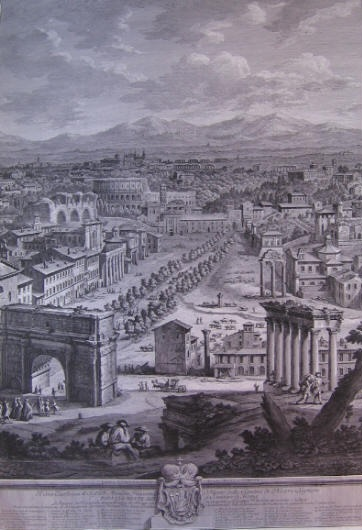
Vue du forum en 1765 par Giuseppe Vasi.
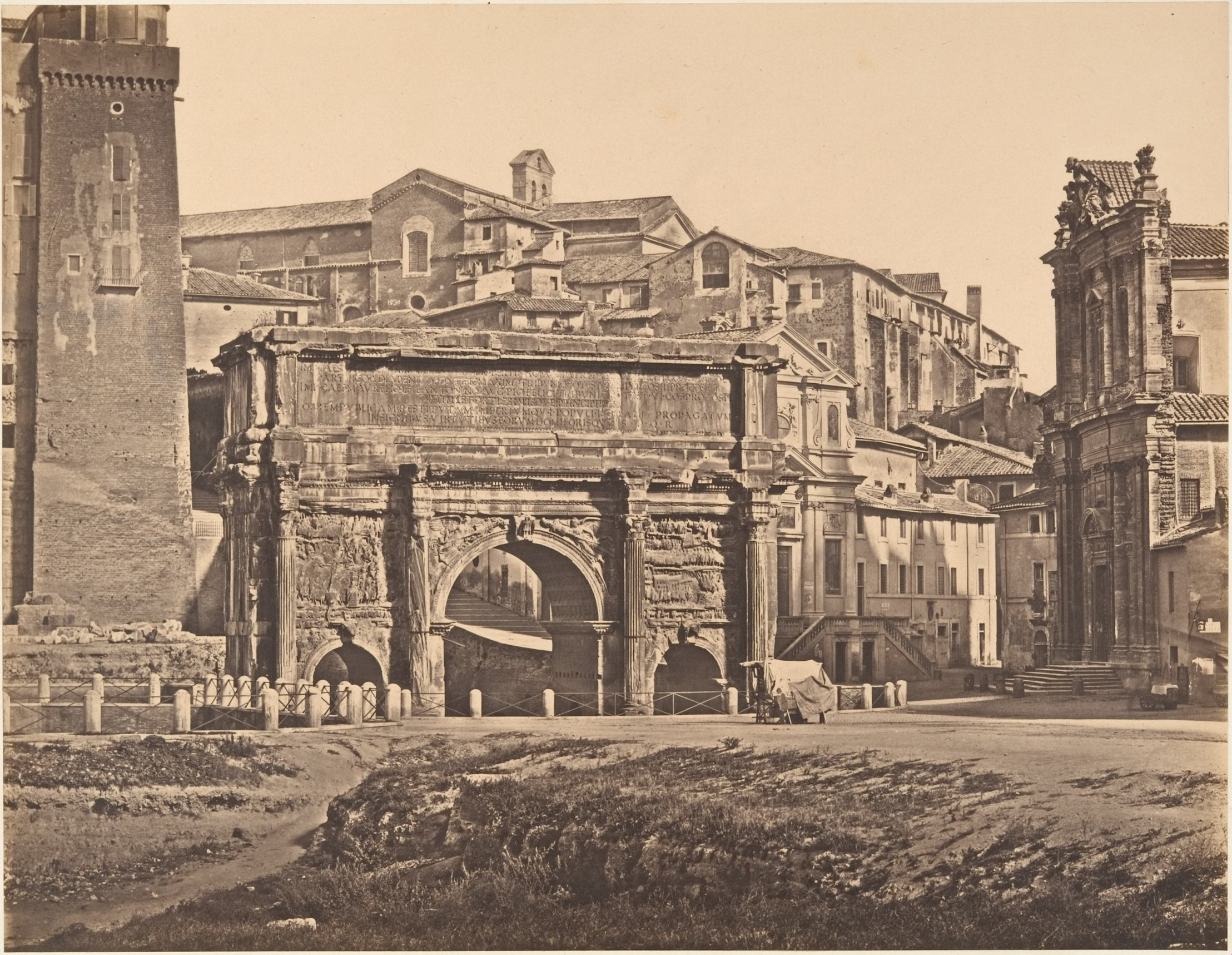
Cliché de l'Arc de Septime Sèvère, avant dégagement - 1848–52.

## Description
C'est une construction de marbre, comportant une arche principale encadrée de deux arches plus petites. Les façades sont richement décorées de colonnes, d'entablements et de bas-reliefs. Un quadrige de bronze, conduit par l'empereur et ses deux fils, couronne l'arc à l'origine. Un escalier permet d'accéder à la plate-forme supérieure.
Le type architectural de cet arc de triomphe a notamment inspiré la conception de l'arc de Constantin ainsi que celle, au tout début du XIXe siècle, de l'arc du Carrousel à Paris.

## La dédicace

### Inscription

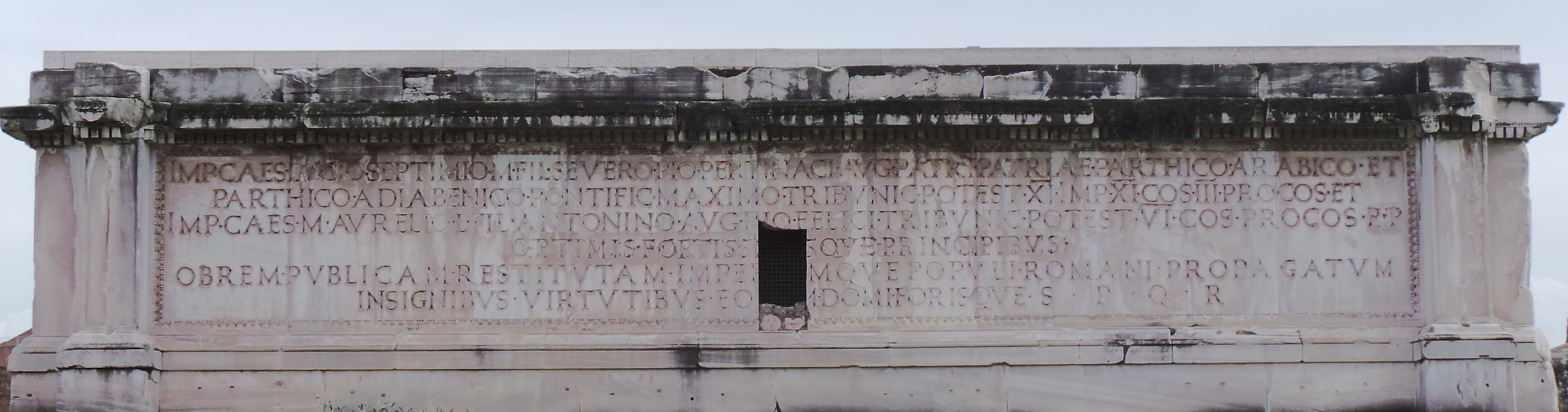
Inscription de dédicace

Sur l'attique de chaque façade, est gravée une large inscription dédicatoire aux empereurs vainqueurs. Originellement, les lettres gravées en creux recevaient des lettres de bronze fixées à la pierre par des clous et aujourd'hui disparues.
Tous les historiens de Rome admettent que la quatrième ligne, anormalement courte, a été altérée par Caracalla, qui a fait remplacer le nom de son frère Geta après l'avoir assassiné en 212 par des qualifications supplémentaires. Par examen des trous de fixation des caractères en bronze, une reconstitution du texte supprimé a été proposée ET P. SEPTIMIO L. FIL. GETAE NOBILISS. CAESARI, citée par Hermann Dessau qui en attribue la paternité à l'archéologue Antonio Nibby (1792-1839). Toutefois Nibby ne revendique pas être l'auteur de cette reconstitution. Dans son étude sur la Rome antique publiée en 1666, Famiano Nardini affirme que les trous de fixation des lettres prouvent que la quatrième ligne a été altérée et qu'elle devait contenir le nom de Geta, mais il ne propose aucune rectification. C'est Joseph Marie de Suarès qui retranscrit en 1676 une reconstitution ET P. SEPTIMIO GETAE NOBILISSIMO CAESARI. Il en attribue l'origine à Hadrianus Auzou, qui est l'astronome français Adrien Auzout (1622-1691), mais dont aucun écrit ne mentionne cette restitution. Mais comme à l'exception de Martin Smetius, mort en 1578, aucun auteur antérieur à Auzout n'a mentionné l'altération de la quatrième ligne, la paternité de sa reconstitution pourrait être attribuée à Auzout.

### Traduction
Traduction de l'intégralité de l'inscription :

« À l'empereur César Lucius Septimius Severus, Pertinax, fils de Marcus, le Pieux, Père de la patrie, Parthique arabique, Parthique adiabénique, grand pontife, ayant détenu 11 fois la puissance tribunicienne et ayant été salué imperator pour la onzième fois, consul pour la troisième fois, proconsul, et à l'empereur César Marcus Aurelius, fils de Lucius, Antonin Auguste le Pieux, ayant détenu heureusement la puissance tribunicienne six fois, consul, proconsul, Père de la patrie, aux princes très grands et très vaillants, pour avoir restauré l'État et agrandi l'empire du peuple romain au-dedans et au-dehors, grâce à leurs mérites visibles, Le Sénat et le peuple romain [ont élevé ce monument]. »

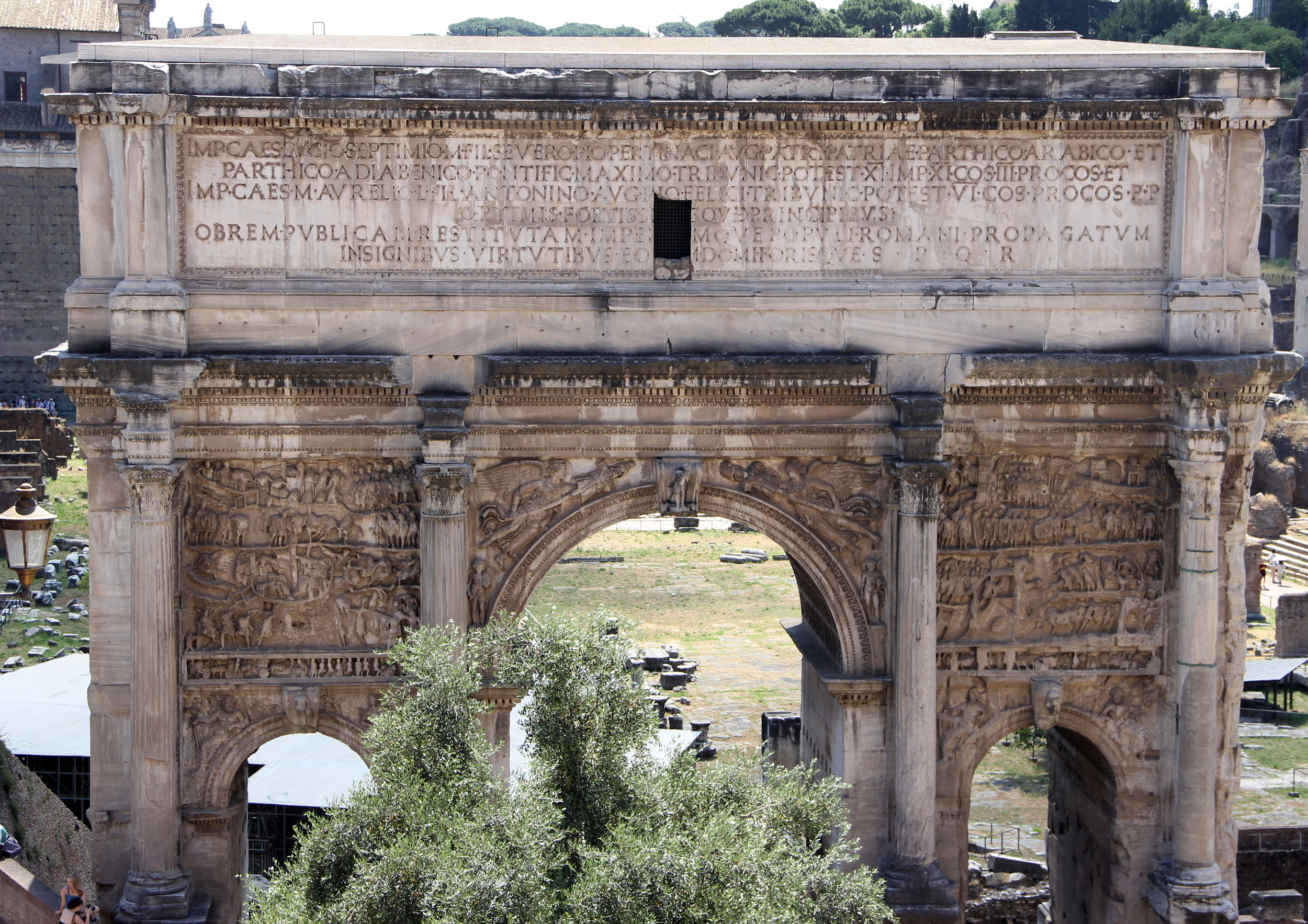
Sommet de la façade portant la dédicace.

L'indication de la onzième puissance tribunicienne de Septime Sévère, qui est renouvelée chaque année, donne la datation de la dédicace, ici 203

## Reliefs
Les reliefs célèbrent les victoires romaines. Les bases de colonnes montrent les prisonniers, des Victoires tenant des trophées ornent l'arc central, les fleuves sont représentés sur les côtés des petits passages.
Les reliefs principaux sont sur les panneaux de façade des piliers de l’arc. Très endommagés, ils illustrent les guerres parthiques dans l’ordre chronologique, en partant d’un premier panneau au sud-est, sur le pilier gauche face au forum, les panneaux trois et quatre étant face au Capitole. L’artiste décompose les événements en épisodes types (marche de l’armée romaine, batailles, allocutions impériales à l’armée, sièges, négociations) selon des modèles de narration déjà présents sur la colonne Trajane.

Reliefs des guerres parthiques
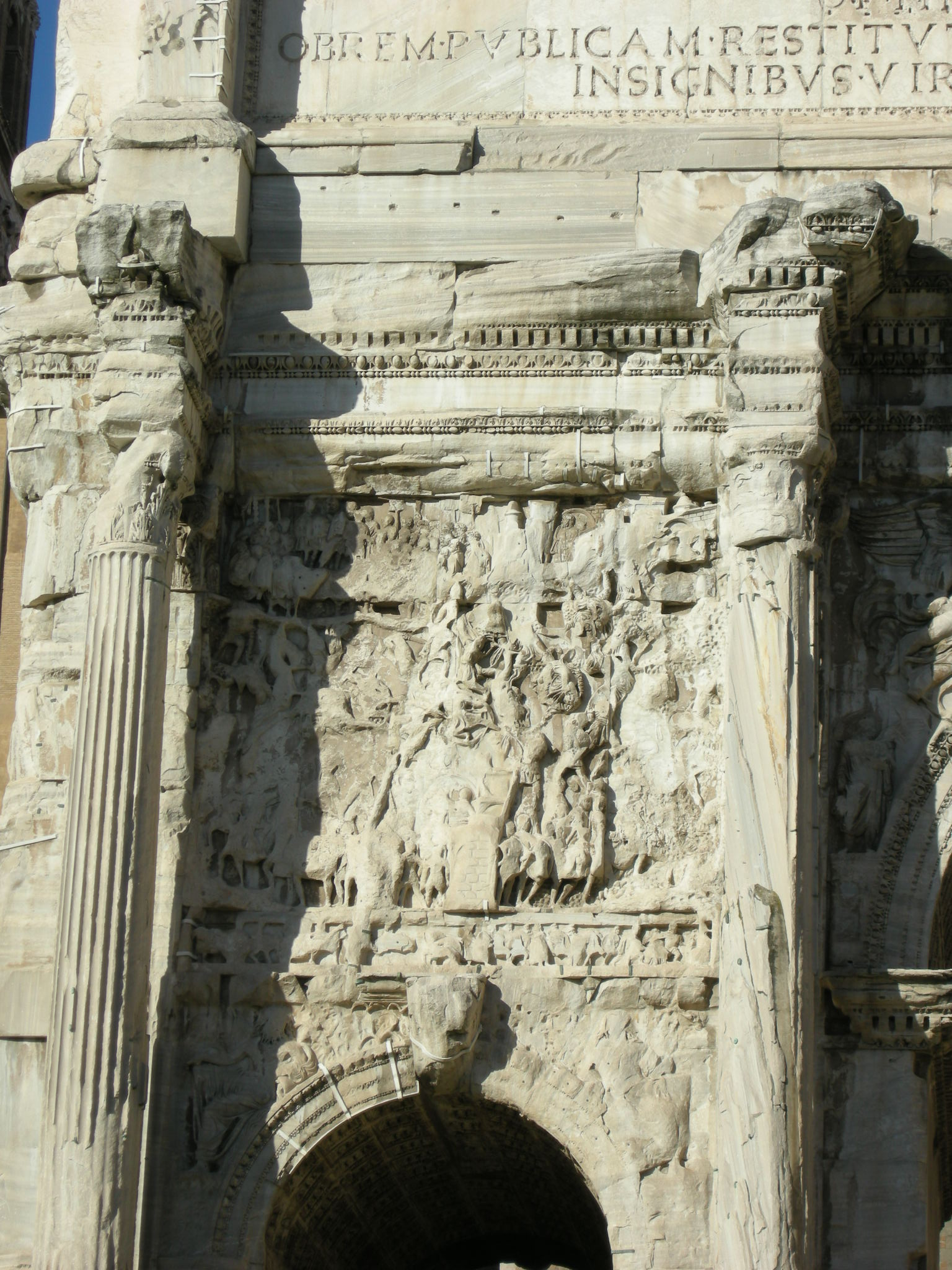
Premier panneau.
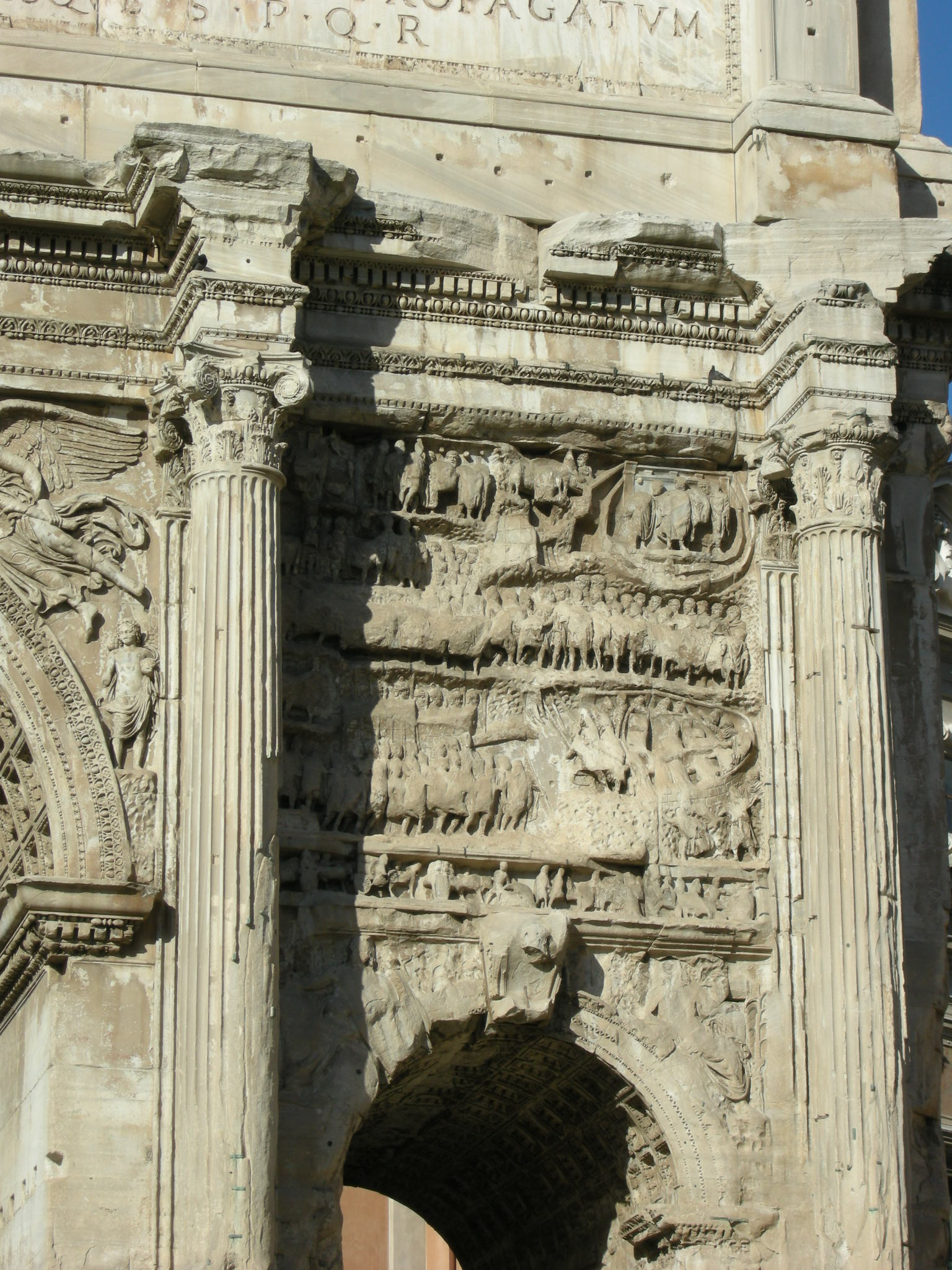
Second panneau.
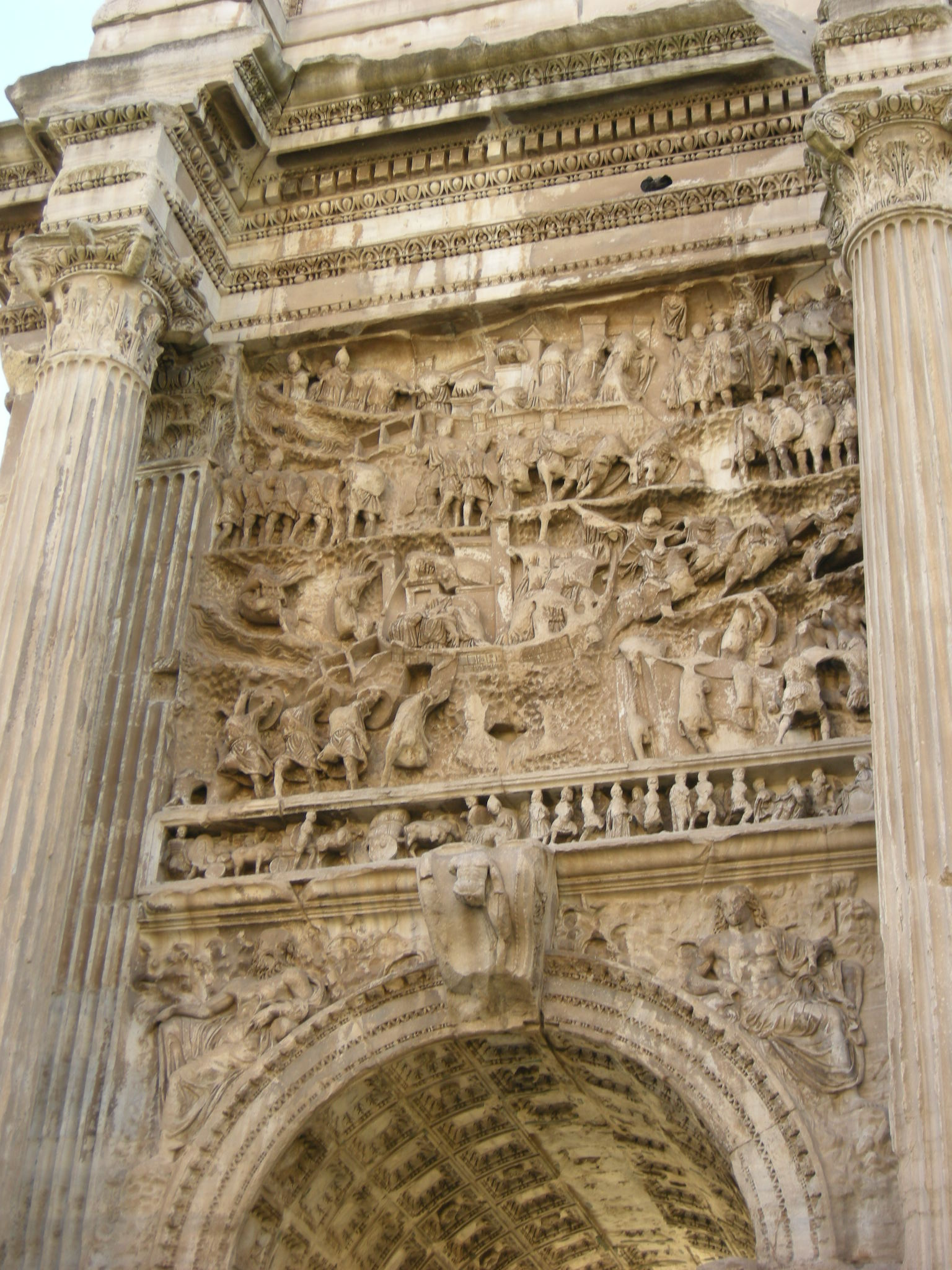
Troisième panneau.
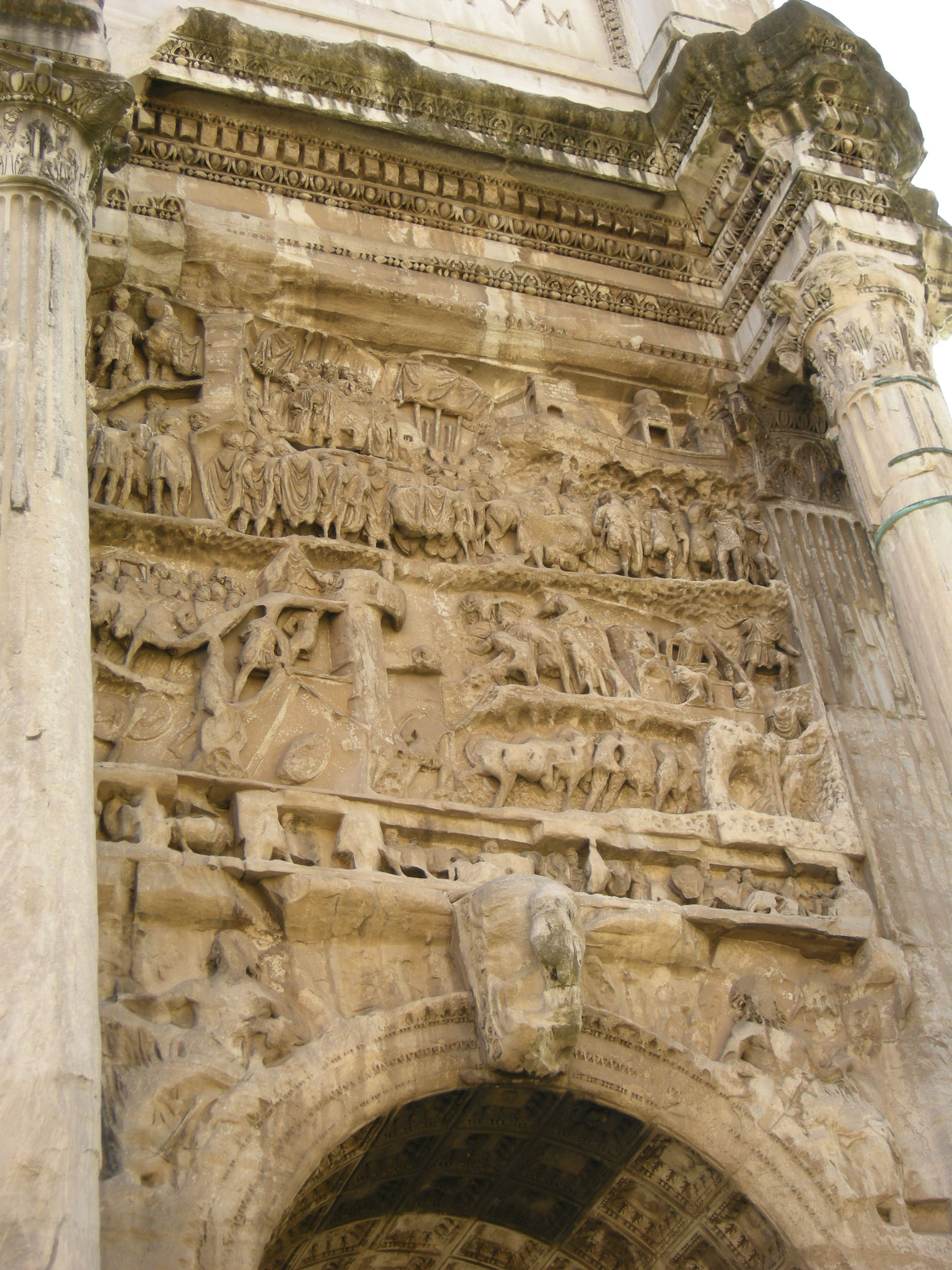
Quatrième panneau.

### Premier panneau (Sud-Est, pilier gauche)
Ce panneau est le plus détérioré de la série. Il est divisé en trois registres superposés.
Les troupes romaines quittent une ville en deux colonnes (registre inférieur), traversent le pays en combattant (registre central), parvient devant une autre ville, identifiée à Nisibe, d’où s’enfuit un cavalier, le roi parthe Vologése (registre supérieur à droite). La narration s’achève par l’allocution de Sévère à l’armée, entouré de ses fils et d’autres officiers (registre supérieur à gauche) .
Selon Charles-Picard, la représentation de la fuite de Vologèse est un événement de la seconde guerre en 197-198, le premier panneau ne représente donc pas la guerre de 195.

### Second panneau (Nord-Est, pilier droit)
Au registre inférieur, l’armée romaine entoure une tour de siège (une hélépole) devant les murs d’une place, occupée par des Orientaux, dont une délégation vient au-devant des Romains. Sur le registre central, l’empereur sur une estrade reçoit la soumission de la foule des Orientaux, barbus et nu-tête. À droite dans le registre supérieur, l’empereur est dans la place forte avec son état-major. Devant l’enceinte, un quadrillage pourrait être la schématisation d’un campement romain. Toujours dans le registre supérieur, à gauche, des délégations d’Orientaux descendus de leurs chevaux rencontrent des Romains près d'un fleuve. L’ensemble montre la soumission et le ralliement des rois d’Osrhoène et d’Arménie, au début de la seconde parthique. La cité représentée à deux reprises est une place-forte de la Haute Mésopotamie.

### Troisième panneau (Nord-Ouest, pilier gauche)
Sur le troisième panneau, l'armée romaine manœuvre autour d'une cité fortifiée (registre inférieur) d'où s'enfuient des cavaliers (registre médian). Au registre supérieur, l'empereur entouré d'enseignes s'adresse à l'armée, massée devant la cité déjà figurée au registre inférieur. Charles-Picard interprète ces scènes comme l'attaque romaine infructueuse contre Hatra en Haute Mésopotamie, qu'Hérodien mentionne après l'alliance avec les rois d’Osrhoène et d’Arménie, tandis que Dion la situe après la prise de Ctésiphon.

### Quatrième panneau (Sud-Ouest, pilier droit)
Le dernier panneau représente l'attaque des capitales parthes, Séleucie et Ctésiphon (registre inférieur) puis au milieu d'une série d'enseignes, Septime Sévère reçoit la soumission de la population(registre supérieur).